# Ousman Jallow
Ousman Jallow (født 21. oktober 1988 i Gambia) er en gambiansk fodboldangriber, der i øjeblikket spiller for HJK Helsinki. 
Ousman Jallow har spillet to A-landsholdskampe for Gambia. Han har deltaget U/20-VM i fodbold 2007, der blev vundet af det argentinske ungdomslandshold.
Både Arsenal FC, Chelsea FC og FC Barcelona har forsøgt at skrive kontrakt med Ousman Jallow,[kilde mangler] men forsøgene mislykkedes, da holdene havde problemer med at få opholds- og arbejdstilladelse til den unge angriber.
31. august 2008 skrev Ousman Jallow under på en tre-årig kontrakt med det danske fodboldhold Brøndby IF, som han skiftede til fra Al-Ain FC i De Forenede Arabiske Emirater. Jallow fik dog begrænset succes i Brøndby, og da kontrakten udløb i sommeren 2011, blev den ikke forlænget.